# La Dawri Coachcraft
La Dawri Coachcraft war ein US-amerikanischer Stellmacher und Automobilhersteller.

## Beschreibung
Das Unternehmen wurde 1957 in Long Beach in Kalifornien gegründet und zog später nach Los Alamitos, ebenfalls in Kalifornien.
Ab 1957 wurde ein Roadster mit drei Sitzplätzen unter dem Namen La Dawri Conquest gebaut. Das Fahrzeug, das von vorne einem Porsche und hinten einem Chevrolet Corvette ähnlich sah, konnte mit verschiedenen Motoren nach Wahl des Käufers bestellt werden und kostete als Karosserie-Kit US$ 395,–. Weitere Modelle waren Quest, Daytona, Del Mar, Castilian, Sicilian, Cavalier, Vixen, Cheetah, Firestar, Centurion und Formula Libre. 1969 wurde das Unternehmen aufgelöst.